# Ephrussi (Familie)

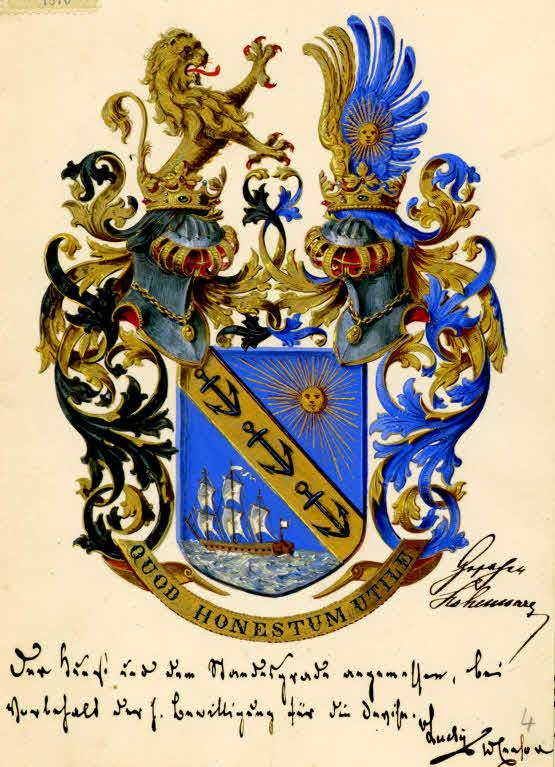
Wappen der 1872 geadelten Linie der Ritter von Ephrussi

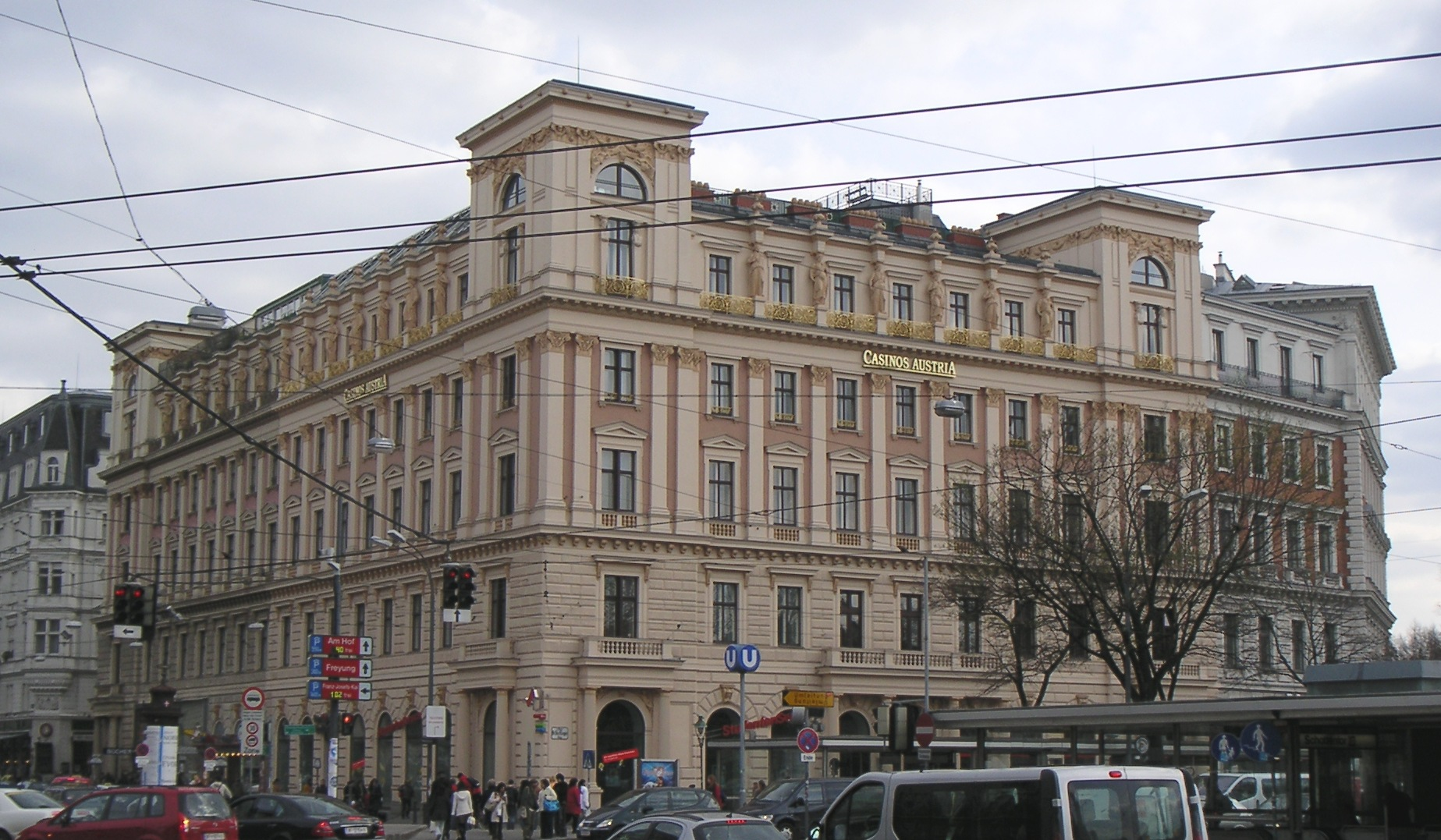
Das Palais Ephrussi in Wien

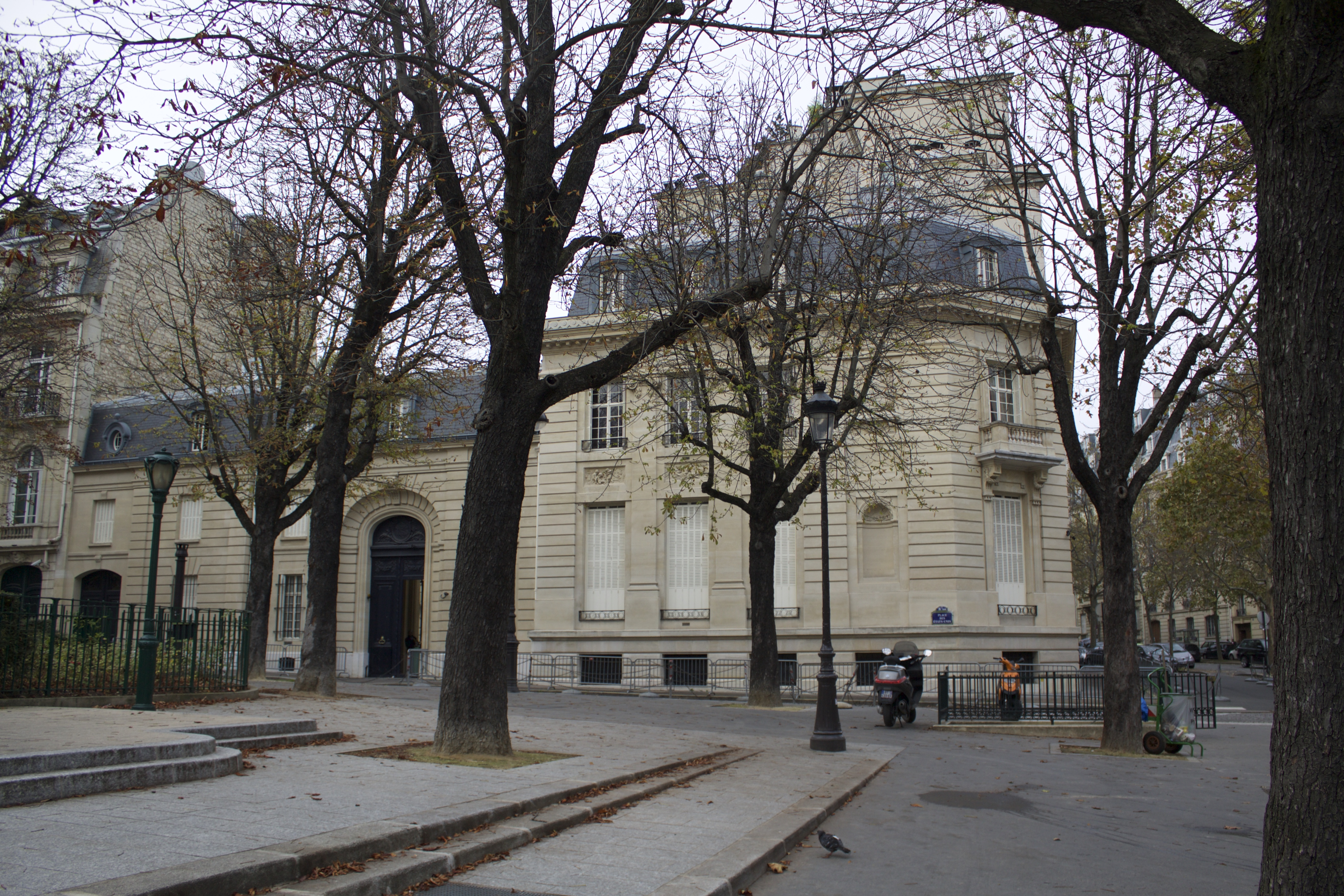
Das Hôtel Ephrussi in Paris, Place des États-Unis 2

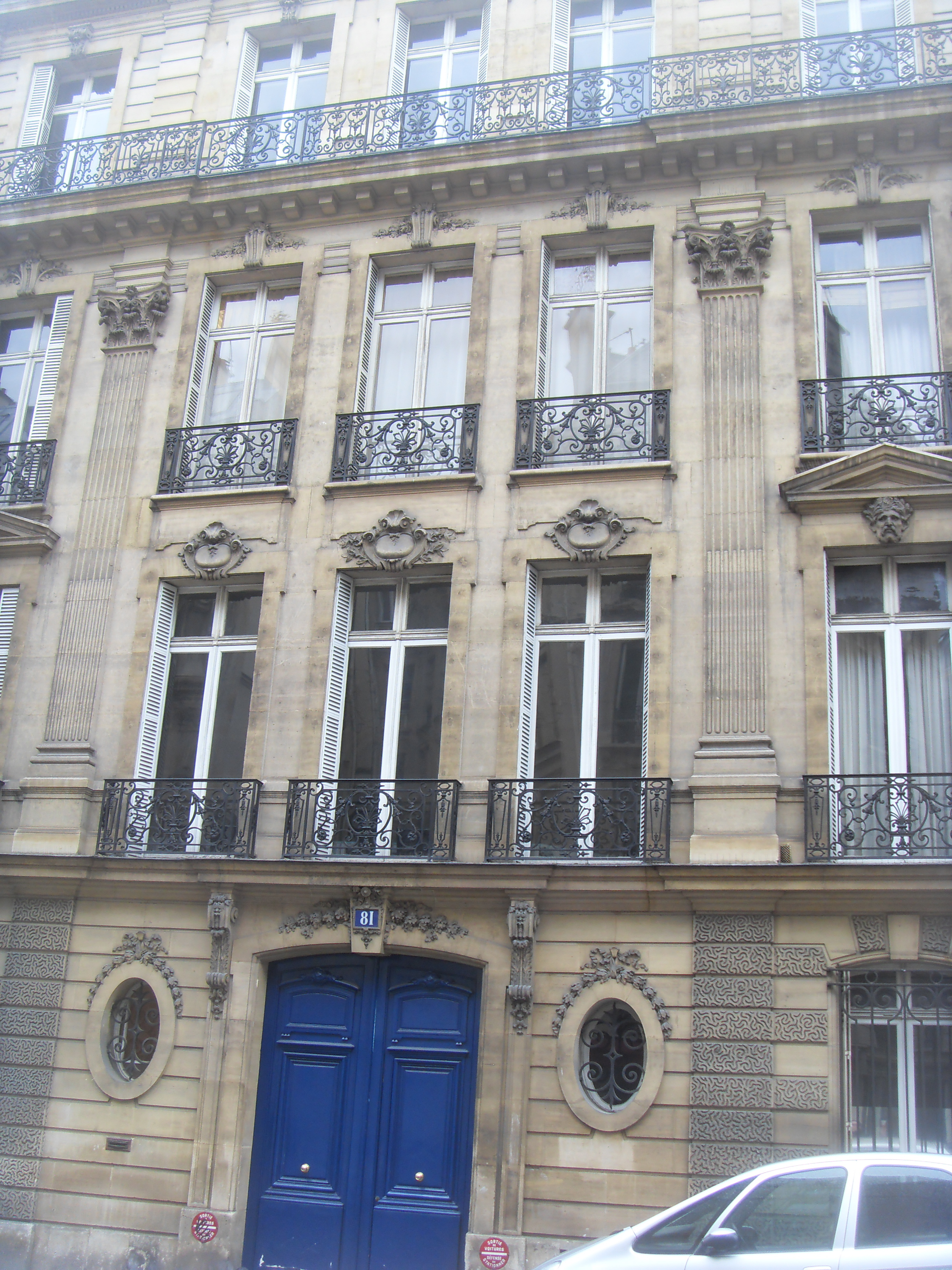
Das Hôtel Ephrussi in Paris, Rue de Monceau 81

Die Familie Ephrussi ist eine jüdische Bank- und Öldynastie aus Odessa (damals Russisches Kaiserreich, heute Ukraine), die sich 1856 in Wien und ein Jahrzehnt später in Paris niedergelassen hat.
Der Stammvater der Familie Ephrussi war Karl Joachim Ephrussi (1792–1864) aus Berdytschiw in der Ukraine. Er machte ein Vermögen mit der Kontrolle des Getreidevertriebs im Freihafen von Odessa und kontrollierte später in großem Umfang die Ölvorkommen auf der Krim und im Kaukasus. Um 1860 war die Familie der weltweit größte Exporteur von Weizen. Er verließ Odessa, wo seine sechs Kinder sowie sechs Enkelkinder, alle Nachfahren aus seiner ersten Ehe, geboren wurden. Er starb jedoch wenige Zeit darauf in Wien.
Der älteste Sohn von Karl Joachim, Leonid (gestorben 1877), gründete eine Bank in Odessa, während sein Bruder Ignaz (1829–1899) in die österreichische Hauptstadt Wien zog, wo er 1856 das Bankhaus Ephrussi & Co. gründete; er wurde 1872 von Kaiser Franz Joseph I. in den Ritterstand erhoben. 1871 gründete Leonid Ephrussi zusammen mit seinen jüngeren Halbbrüdern Michel (1845–1914) und Maurice Ephrussi (1849–1916) eine Filiale in Paris, gefolgt von Niederlassungen in London und Athen.
Im 19. Jahrhundert verfügte die Familie über großen Reichtum und besaß zahlreiche Schlösser, Paläste und Ländereien in Europa. Die Familienmitglieder waren für ihren Stil, ihre intellektuellen Interessen und ihre umfangreichen Kunstsammlungen bekannt. Leonids Sohn Charles Ephrussi (1849–1905), ein bekannter Kunsthistoriker, Sammler und Herausgeber, wurde zum Vorbild für die Figur des Charles Swann in Marcel Prousts Roman Auf der Suche nach der verlorenen Zeit.
Die Wiener Bank und der österreichische Besitz der Familie wurden nach dem Anschluss Österreichs an das nationalsozialistische Deutschland 1938 von den Behörden beschlagnahmt.

## Stammliste
1. Karl Joachim Ephrussi (Odessa 1792 – Wien 1864), Getreidehändler in Odessa; ⚭ (1) Bella Löwensohn (gest. 1841); ⚭ (2) Henriette Halperson (1822 – 1888)
  1. (1) Leonid (Léon) Ephrussi (gest. Paris 1877), Gründer der Bank in Odessa; ⚭ Minna Landau (Brody 1824 – Paris 1888)
    1. Jules Ephrussi (Odessa 1846 – Paris 1915); ⚭ 1876 Françoise Dorothée (Fanny) von Pfeiffer (Wien 1852 – Paris 1915) – keine Nachkommen
    2. Ignaz Ephrussi (Odessa 1848 – Paris 1908), ledig – keine Nachkommen
    3. Charles Ephrussi (Odessa 1849 – Paris 1905), ledig – keine Nachkommen
    4. Betty Ephrussi (Odessa 1852 – Paris 1873); ⚭ Maximilian Eduard Hirsch Kann (Frankfurt 1842 – Vevey 1901)
      1. Fanny Thérèse Kann (Antwerpen 1870 – Neuilly-sur-Seine 1917); ⚭ 1891 Théodore Reinach (Saint-Germain-en-Laye 1860 – Paris 1928) – Nachkommen siehe Reinach (Familie)

  2. (1) Ignaz von Ephrussi (Odessa 1829 – Wien 1899), gründet 1856 das Bankhaus Ephrussi & Cie. in Wien; ⚭ 1855 Emilie Porges (Wien 1836 – Vichy 1900)
    1. Stephan von Ephrussi (1856 – 1911), Bankdirektor in Odessa; ⚭ 1881 Esther Rabinovich (geb. 1853);
    2. Anna Isabella von Ephrussi (Odessas 1859 – Wien 1938); ⚭ 1889 Paul Ritter Herz von Hertenried (1859 – 1908)
    3. Victor von Ephrussi (Odessa 1860 – Royal Tunbridge Wells 1945), ⚭ 1899 Emmy Henrietta Freiin Schey von Koromla (Linz 1879 – Kövecses 1938)
      1. Elisabeth Ephrussi (1899 – 2001); ⚭ 1928 Hendrik de Waal (geb. 1893)
        1. Victor de Waal (geb. 1929-…), Dekan von Canterbury; ⚭ Esther Lowndes-Moir
          1. Alexander de Waal (geb. 1963), Menschenrechtsaktivist
          2. Edmund de Waal (geb. Nottingham 1964), Schriftsteller
          3. Thomas de Waal (geb. Nottingham 1966), Journalist

        2. Henry de Waal (1931 – 2016), Rechtsanwalt

      2. Gisela Ephrussi (1904 – 1985); ⚭ 1925 Alfredo Bauer – Nachkommen
      3. Ignaz Ephrussi (1906 – 1994)
      4. Rudolf Ephrussi (1918 – 1971)

  3. (2) Michel Ephrussi (Odessa 1845 – Paris 1914); ⚭ 1872 Amelie Wilhelmine Liliane Baer (Brüssel 1850 – Paris 1924)
    1. Louise Nadine Ephrussi (Paris 1873 – 1888)
    2. Louis Alexandre Ephrussi (Paris 1878 – 1880)
    3. Marie Juliette May Ephrussi (Paris 1880 – Vaux-le-Pénil 1964); ⚭ 1901 Ferdinand de Faucigny-Lucinge (Creuzier-le-Neuf 1868 – Saint-Mandé 1928) – Nachkommen

  4. (2) Maurice Ephrussi (Odessa 1849 – Paris 1916); ⚭ 1883 Charlotte Béatrice de Rothschild (Paris 1864 – Davos 1934) – keine Nachkommen
  5. (2) Thérèse Bacha Prascovie Ephrussi (Odessa 1851 – Paris 1911); ⚭ 1875 Léon Fould (Paris 1839 – Paris 1924) – Nachkommen
  6. (2) Marie (Macha) Ephrussi (Odessa 1853 – Paris 1924); ⚭ Guy Maurice de Percin (Saint-Louis (Senegal) 1850 – Paris 1916) – Nachkommen

## Immobilien
Bekannte Immobilien der Familie sind:
- Palais Ephrussi, ein Ringstraßenpalais in Wien
- Hôtel de Breteuil, 12 Avenue Foch, Paris
- Hôtel Michel Ephrussi, 81 Rue de Monceau, Paris (um 1871 für Michel Ephrussi gebaut)
- Hôtel Jules Ephrussi, 2 Place des États-Unis, Paris (1886 für Jules Ephrussi gebaut)
- Hôtel Charles Ephrussi, 11 Avenue d’Iéna, Paris (1871 Wohnsitz von Charles Ephrussi; später abgerissen)
- Villa Ephrussi de Rothschild in Saint-Jean-Cap-Ferrat an der Côte d’Azur (1907/12 gebaut)
- Villa Kérylos in Beaulieu-sur-Mer an der Côte d'Azur